# Marginalizace

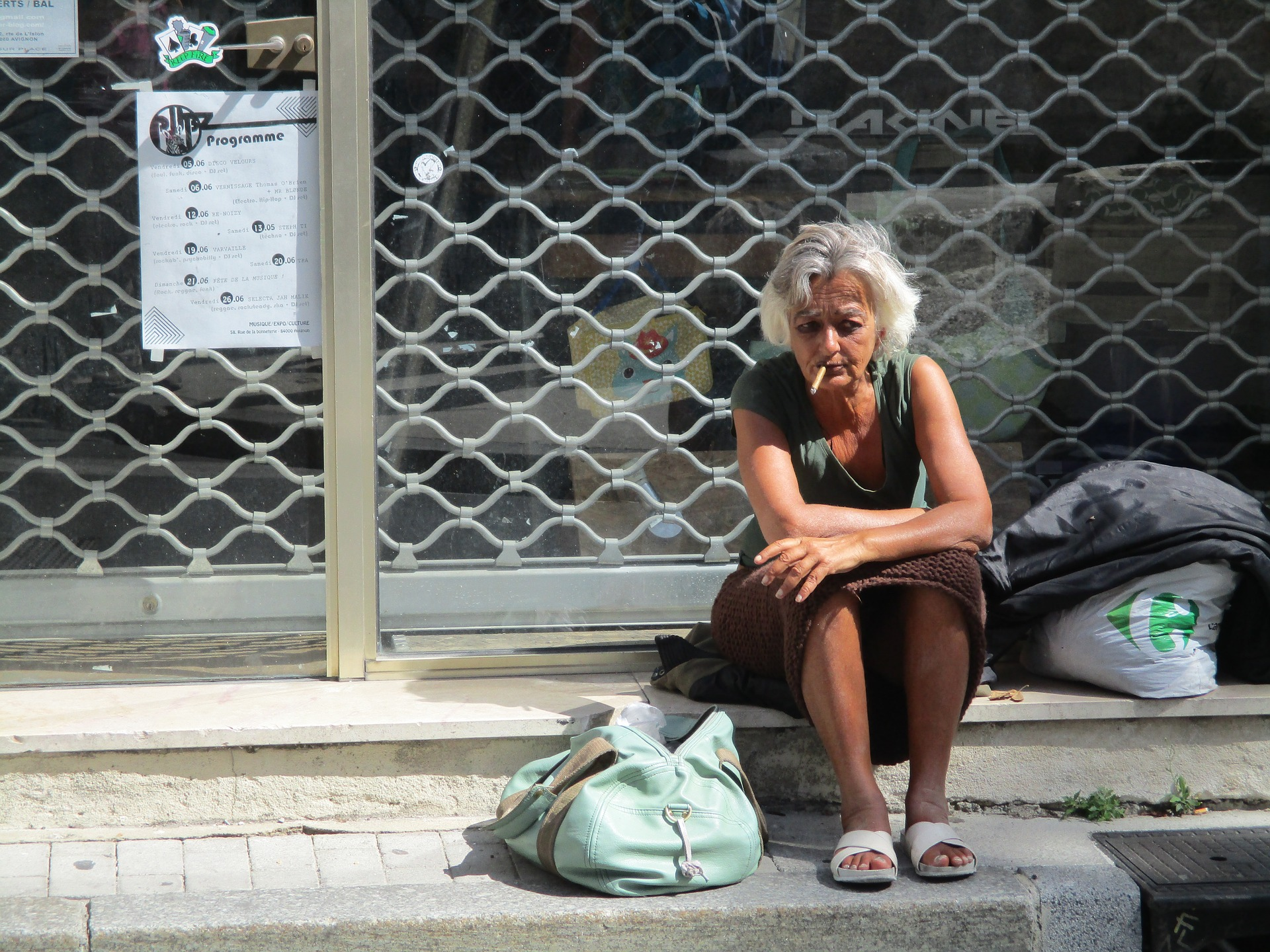
Žena na obrázku může být marginalizovaná jak kvůli svému vzhledu, tak kvůli tomu, že je bezdomovkyně (viz intersekcionalita)

Marginalizace (z lat. marginalis, margo = okraj) je proces sociálního vyloučení, v rámci něhož je určitá skupina obyvatel vytlačena „na okraj společnosti“ a může se proto jen limitovaně podílet na kulturním, ekonomickém a politickém životě na rozdíl od většinové společnosti. Toto odcizení může být ovlivněno faktory jako je třída, etnický původ, náboženské vyznání, barva kůže, sexuální orientace, genderová identita, dosažené vzdělání, životní úroveň, vzhled a další. Jako marginalizované skupiny by se ale dali označit i lidé s tělesným handicapem, menšiny, LGBTQ+ lidé, příslušníci subkultur, bezdomovci, imigranti, sexuální pracovníci a pracovnice, starší lidé nebo naopak mládež (ageismus). Obecně se jedná o kohokoliv, kdo narušuje očekávané společenské normy, v důsledku čehož jsou tyto skupiny vícenásobně ohroženy diskriminací.
Americká socioložka Iris Marion Young definovala marginalizaci spolu s vykořisťováním, bezprávím, kulturním imperialismem a násilím jako jednu z pěti forem sociálního útlaku.

## Typy marginalizace
Rozlišují se dva typy:
- Individuální marginalizace – charakterizována neúplným vstupem jedince do skupiny, která ho kompletně neakceptuje, a jeho odcizením z původní skupiny, která ho odmítá
- Skupinová marginalizace – vzniká v důsledku změn ve struktuře sociálních skupin, vytváření nových skupin v ekonomice a politice a potlačování existujících skupin